# Läsna
Läsna es un pueblo ubicado en el municipio de Kadrina, en el condado de Lääne-Viru, Estonia.

## Superficie
Posee una superficie de 14,28 kilómetros cuadrados.

## Demografía
Hasta 2021 la población era de 34 habitantes, con una densidad de población de 2,381 habitantes por kilómetro cuadrado.